# Алвес, Вильям
Вильям Аугусто Алвес Консерва (порт. William Augusto Alves Conserva; 29 апреля 1987, Марилия, Бразилия) — бразильский футболист, защитник клуба «Конкродия».

## Карьера
Вильям родился в Марилии, и является воспитанником «Жоинвиль». В 2007 году Алвеса перевели в первый состав, за который он играл до 2008 года, дважды уходя в аренду в клубы «Гарибальди» и «Эспортиво» в 2007 и 2008 году соответственно. Следующим клубом игрока стал бразильский гранд «Коринтианс», однако, не сумев закрепиться в команде, ушёл в «Можи-Мирим», а затем в «Жувентуде».